# 楊授
楊授（?—?），字得符，唐朝官员，出自弘农杨氏越公房，是杨素叔祖杨宽的九世孙，祖父杨於陵之孙、楊嗣復之子。
杨授大中九年（855年）进士擢第，初从事节度使府，入朝为鄠县县尉、集贤校理。历任监察御史、殿中，分务东台。再转任司勋员外郎、洛阳县令、兵部员外郎。李福为东都留守，表奏杨授充判官，改任兵部郎中，由吏部拜左谏议大夫、给事中，出为河南尹。卢携为相，召拜杨授为工部侍郎。黄巢攻克京师，唐僖宗入蜀，征拜他为户部侍郎。母亲得病，求散秩，改任秘书监分司。皇帝还京，拜兵部侍郎。宰相有报怨的声音，改任左散骑常侍、国子祭酒，又转任太子宾客。跟随唐昭宗至华州，改任刑部尚书、太子少保。去世后，赠左仆射。其子楊煚。